# بطولة إفريقيا للجودو 2009
دارت بطولة إفريقيا للجودو 2009 في موريشيوس من 30 أفريل إلى 3 ماي 2009.